# Хайландс (окръг, Флорида)
Окръг Хайландс (на английски: Highlands County) е окръг в щата Флорида, Съединени американски щати. Площта му е 2865 km², а населението – 86 366 души (2000). Административен център е град Себринг.